# Tribu Ahl Ben Ali
 (mai 2025).
La mise en forme du texte ne suit pas les recommandations de Wikipédia : il faut le « wikifier ».
Les points d'amélioration suivants sont les cas les plus fréquents. Le détail des points à revoir est peut-être précisé sur la page de discussion.
- Les titres sont pré-formatés par le logiciel. Ils ne sont ni en capitales, ni en gras.
- Le texte ne doit pas être écrit en capitales (les noms de famille non plus), ni en gras, ni en italique, ni en « petit »…
- Le gras n'est utilisé que pour surligner le titre de l'article dans l'introduction, une seule fois.
- L'italique est rarement utilisé : mots en langue étrangère, titres d'œuvres, noms de bateaux, etc.
- Les citations ne sont pas en italique mais en corps de texte normal. Elles sont entourées par des guillemets français : « et ».
- Les listes à puces sont à éviter, des paragraphes rédigés étant largement préférés. Les tableaux sont à réserver à la présentation de données structurées (résultats, etc.).
- Les appels de note de bas de page (petits chiffres en exposant, introduits par l'outil «  Source ») sont à placer entre la fin de phrase et le point final[comme ça].
- Les liens internes (vers d'autres articles de Wikipédia) sont à choisir avec parcimonie. Créez des liens vers des articles approfondissant le sujet. Les termes génériques sans rapport avec le sujet sont à éviter, ainsi que les répétitions de liens vers un même terme.
- Les liens externes sont à placer uniquement dans une section « Liens externes », à la fin de l'article. Ces liens sont à choisir avec parcimonie suivant les règles définies. Si un lien sert de source à l'article, son insertion dans le texte est à faire par les notes de bas de page.
- La présentation des références doit suivre les conventions bibliographiques. Il est recommandé d'utiliser les modèles {{Ouvrage}}, {{Chapitre}}, {{Article}}, {{Lien web}} et/ou {{Bibliographie}}. Le mode d'édition visuel peut mettre en forme automatiquement les références.
- Insérer une infobox (cadre d'informations à droite) n'est pas obligatoire pour parachever la mise en page.

Pour une aide détaillée, merci de consulter Aide:Wikification.
Si vous pensez que ces points ont été résolus, vous pouvez retirer ce bandeau et améliorer la mise en forme d'un autre article.
 (avril 2025).
Motif : En attente de sources secondaires centrées.
- Archive Wikiwix
- Bing
- Cairn
- DuckDuckGo
- E. Universalis
- Gallica
- Google
- G. Books
- G. News
- G. Scholar
- Persée
- Qwant
- (zh) Baidu
- (ru) Yandex
- (wd) trouver des œuvres sur Wikidata

| 1. | Préciser le motif de la pose du bandeau. | Précisez le motif de la pose du bandeau en utilisant la syntaxe suivante : {{admissibilité à vérifier\|date=juin 2025\|motif=remplacez ce texte par le motif}}                         |
| 2. | Informer les utilisateurs concernés.     | Pensez à avertir le créateur de l'article, par exemple, en insérant le code ci-dessous sur sa page de discussion : {{subst:avertissement admissibilité à vérifier\|Tribu Ahl Ben Ali}} |

Les Ahl Ben Ali (en arabe : أهل بن علي), sont une tribu arabe algérienne qui habitait les Zibans et qui occupait le Remparts d'Oumache qui se trouve dans le sud de la wilaya de Biskra au sud-est de l'Algérie. 

## Composition Tribal
La tribu des Ahl Ben Ali est fractionnée sur plusieurs branches par rapport à des circonstances différentes parmi ces fractions :
1. Awlad el-Moilid
2. Awlad Aida
3. Gouetcha
4. Awlad Sultan
5. Awlad Zaboud
6. Awlad Kout
7. Zmela
8. Awlad Abu Bakr

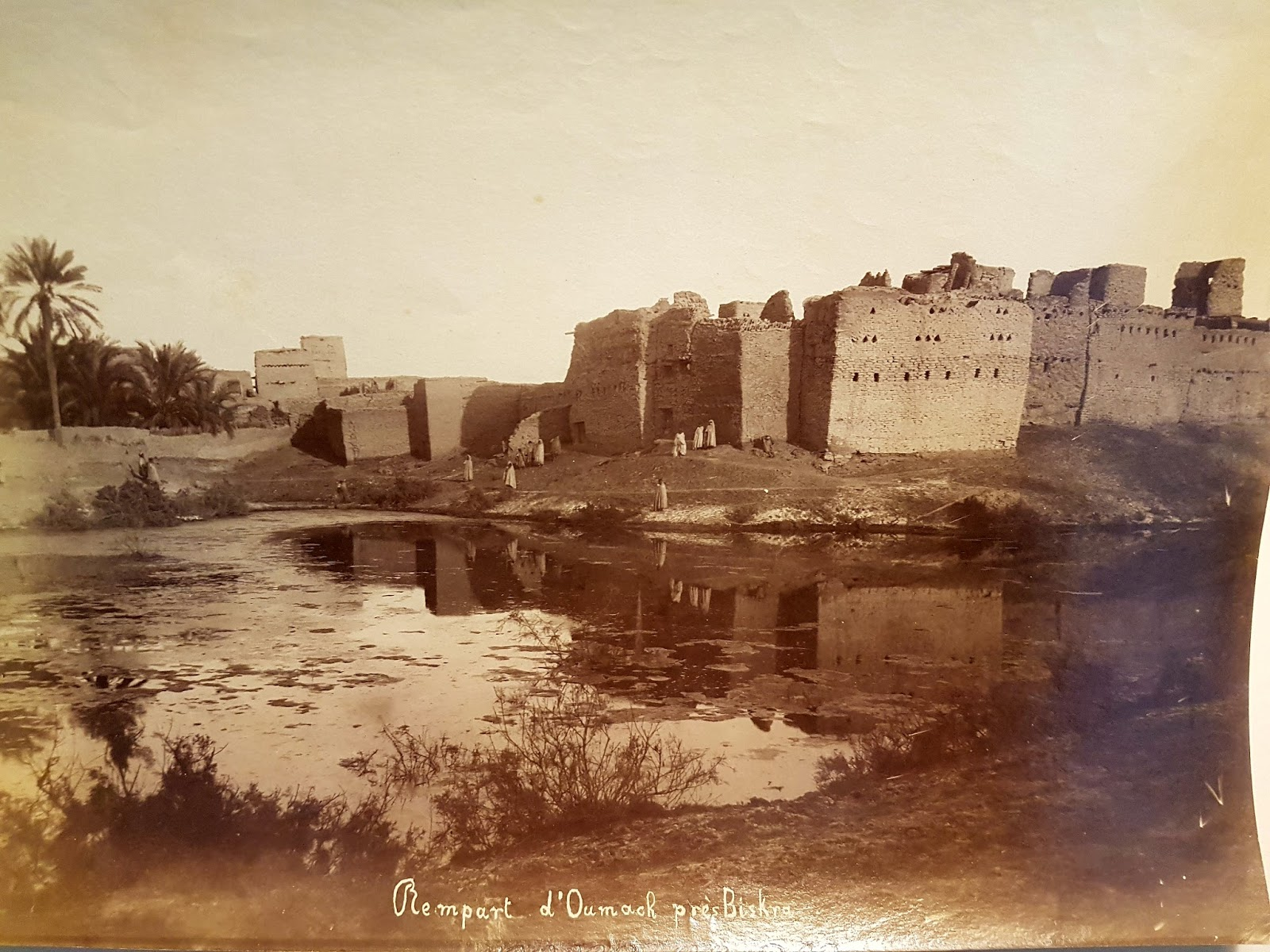
Remparts d'Oumache 1880

Cette tribu a connu des moments difficiles pendant la colonisation française de l'Algérie qui ont poussés les hal ben ali à créer leur dialecte qu'ils ont surnommé el sadia "الصادية".

## Généalogie
D'après la généalogie, les Ahl Ben Ali sont les descendants du Prince Yaakoub ben Ali, Prince de Ziban (1347-1388). Selon Ibn Khaldoun, qui est connu comme l'ami de Yaakoub ben Ali, ils sont des descendants des Dhouaouda, branche des Ouled Merdès, branche des Ouled Riyah, elle-même branche des Bani Hilal. Les Banu Hilal sont venus en Afrique du Nord-Ouest lors du règne des fatimides en Égypte.
Selon Ibn Khaldoun les ascendants de Ya'qoub ben Ali sont comme suit :
Ya'qub ben Ali fils de Ahmed fils de Omar fils de Mohamed fils de Moussa fils de Mohamed fils de Massoud "El Balt" fils de Sultan fils de Zemam fils de Radini fils de Dhouad fils de Merdès  fils de Riyah fils de Abi Rabiaa fils de Nahik fils de Hilal fils de 'Amer fils de Sasa'a fils de Muawiya fils de Bakr fils de Hawazin fils de Mansour fils de Ikrimah fils de Khassafa fils de Qays Aylan fils de Mudar fils de Nizar fils de Ma'ad fils de Adnan descendant de Ismail  fils de Ibrahim aalaihima essalam.